# Swiridow (Kursk)
Swiridow (russisch Свиридов) ist ein Weiler (chutor) in der Oblast Kursk in Russland. Er gehört zum Rajon Medwenka und zur Landgemeinde (selskoje posselenije) Wyssokski selsowjet.

## Geographie
Der Ort liegt gut 30 km Luftlinie südwestlich des Oblastverwaltungszentrums Kursk im südwestlichen Teil der Mittelrussischen Platte, 8,5 km nordwestlich des Rajonverwaltungszentrums Medwenka sowie 4 km vom Sitz des Dorfsowjet – Wyssokoje und 62 km von der Grenze zwischen Russland und der Ukraine entfernt im Becken des Reut (linker Nebenfluss des Seim).

### Klima
Das Klima im Ort ist wie im Rest des Rajons kalt und gemäßigt. Es gibt während des Jahres eine erhebliche Niederschlagsmenge. Dfb lautet die Klassifikation des Klimas nach Köppen und Geiger.

## Bevölkerungsentwicklung
| Jahr | Einwohner |
| ---- | --------- |
| 2002 | 78        |
| 2010 | ▼69       |

Anmerkung: Volkszählungsdaten

## Verkehr
Swiridow liegt 5,5 km von der Fernstraße föderaler Bedeutung M2 „Krim“ (ein Teil der Europastraße E105), 14 km von der Straße regionaler Bedeutung 38K-004 (Djakonowo – Sudscha – Grenze zur Ukraine), 1 km von der Straße 38K-009 (M2 „Krim“ – 38K-004), 2 km von der Straße interkommunaler Bedeutung 38N-204 (38K-009 – Wyssokoje), an der Straße 38N-206 (38N-204 – Swiridow) und 21 km vom nächsten Bahnhof Djakonowo (Eisenbahnstrecke Lgow-Kijewskij – Kursk) entfernt.
Der Ort liegt 98 km vom internationalen Flughafen von Belgorod entfernt.